# NGC 4138
NGC 4138 (również PGC 38643 lub UGC 7139) – galaktyka spiralna (S0-a), znajdująca się w gwiazdozbiorze Psów Gończych. Odkrył ją William Herschel 14 stycznia 1788 roku. Należy do galaktyk Seyferta.